# میلین کلاس
میلین آنجلا کلاس (زاده ۶ آوریل ۱۹۷۸) یک موسیقی‌دان، خواننده، مجری تلویزیون و مدل بریتانیایی است.
کلاس در گریت یارموث، نورفولک، از پدری اتریشی و مادری فیلیپینی به دنیا آمد. او در دبیرستان نوتردام، نوریچ تحصیل کرد، اما برای تکمیل تحصیلات متوسطه خود به آکادمی کلیف پارک اورمیستون در منطقه گورلستون-آن-سی در گریت یارموث منتقل شد. کلاس در کودکی نواختن ویولن و پیانو را آموخت و در سن ۱۵ سالگی به تحصیلات آخر هفته در بخش جونیور دانشکده موسیقی و درام گیلدهال رفت و در آنجا صدا و چنگ خواند. او پس از آن دوره ای را در آکادمی سلطنتی موسیقی دانشگاه لندن گذراند.